# Trilantic Capital Partners
Trilantic Capital Partners (Trilantic) es una fondo de private equity centrado en el control e inversiones significativas a través de industrias y compañías de América del Norte y Europa.   La empresa especializa en inversiones de mercado medio invierte a través de la fórmula private equity en servicios empresariales, al consumidor, energía y sectores de servicios financieros. En Europa busca inversiones en empresas de ocio y de consumo, industrias o sectores TMT. El fondo gestiona capitales de aproximadamente $6.000 millones de dólares (diciembre de 2013).

## Historia
Trilantic se fundó en 2009 por cinco socios, todos ellos habían trabajado en Lehman Brothers, con el nombre de LBMB. Previamente, LBMB había nacido en 1986 durante el boom de 1980 como el brazo de private equity de Lehman Brothers.  En abril de 2009, Trilantic adquirió LBMB al margen de la bancarrota de Lehman Brothers con el apoyo de Reinet Inversiones S.C., un fondo luxemburgués controlado por la familia Rupert y que cotizaba en la Bolsa de valores de Luxemburgo.